# Pachliopta jophon
Pachliopta jophon är en fjärilsart som först beskrevs av Gray 1853.  Pachliopta jophon ingår i släktet Pachliopta och familjen riddarfjärilar. Inga underarter finns listade i Catalogue of Life.

## Bildgalleri

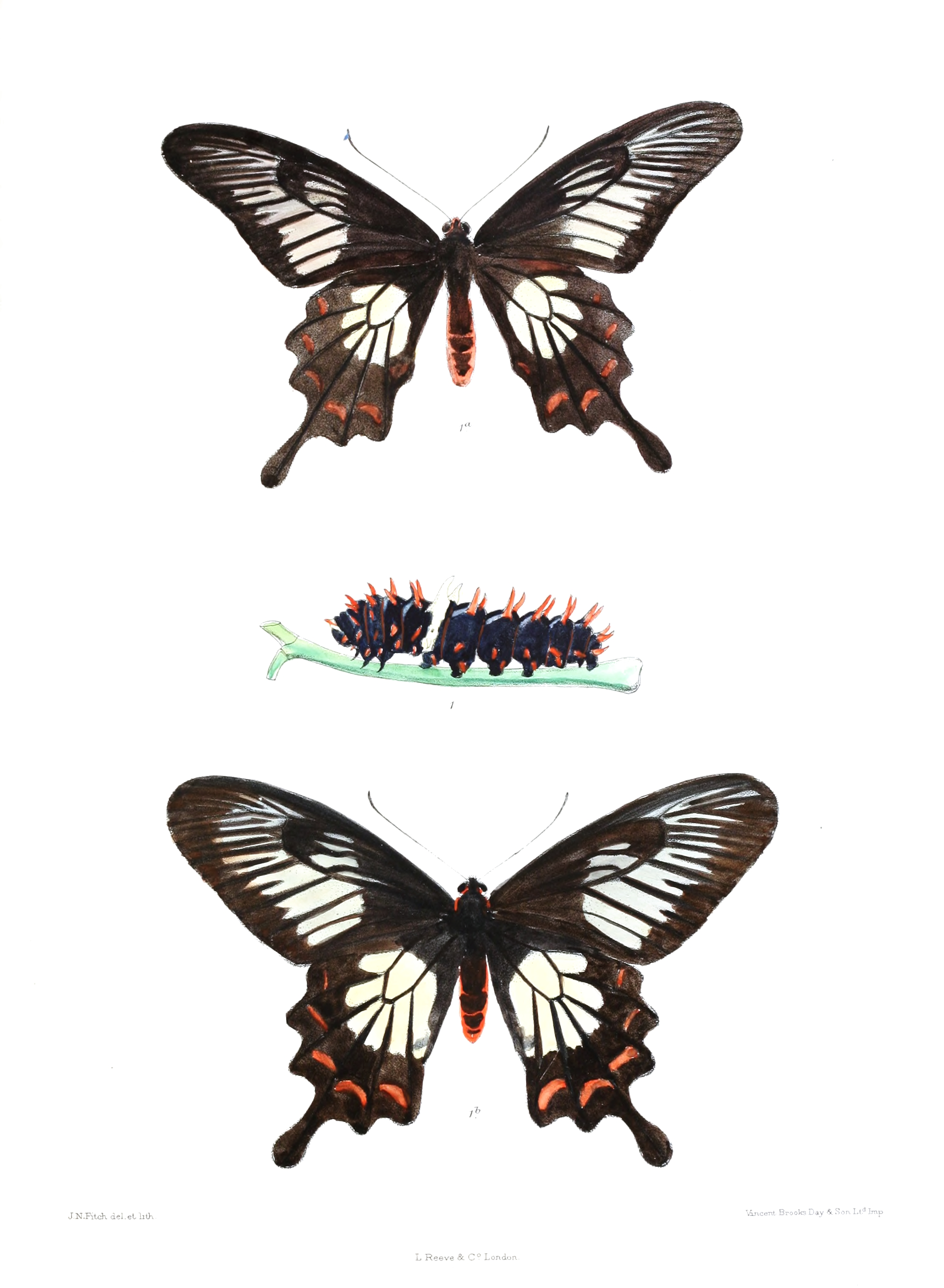
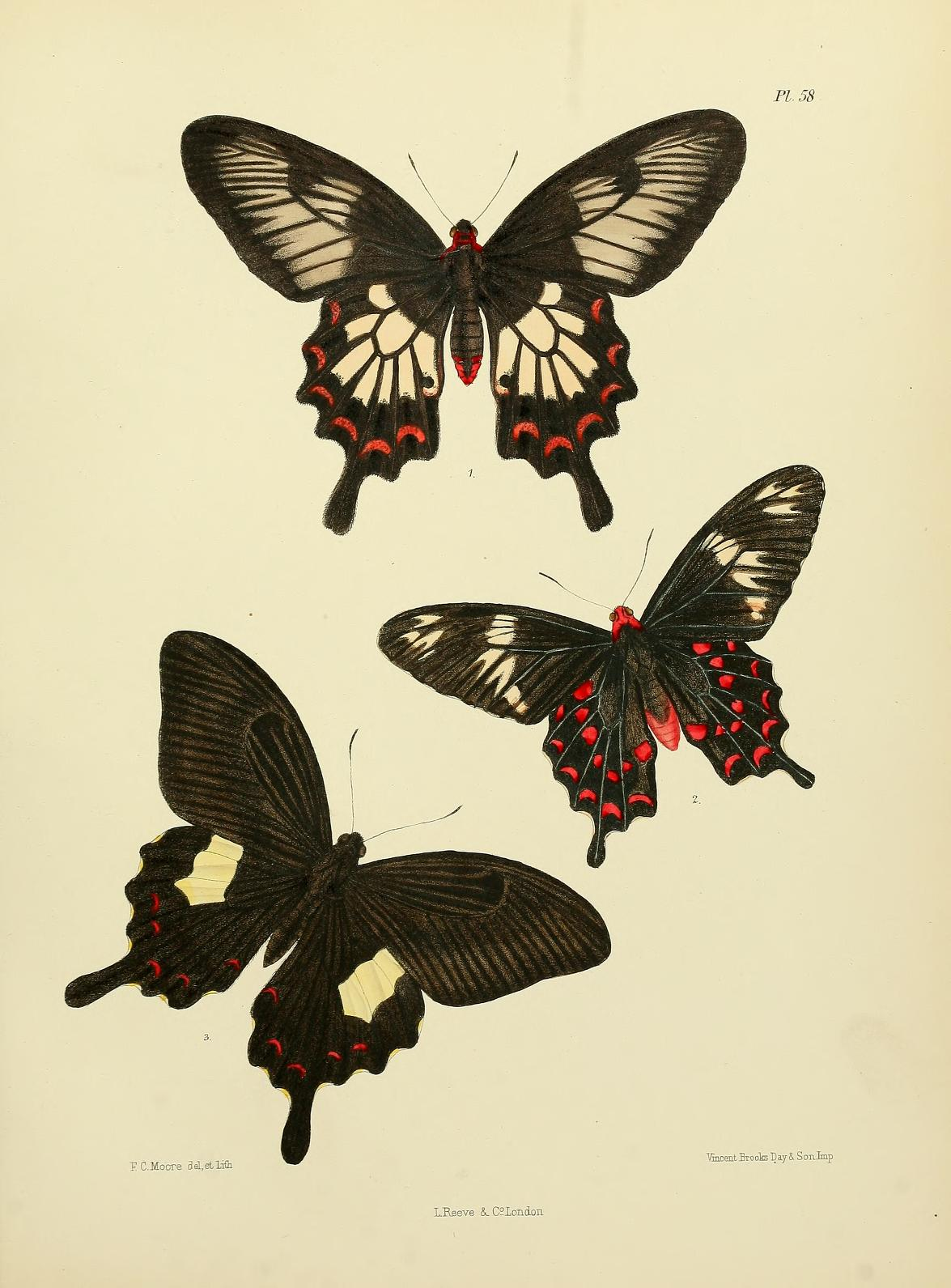
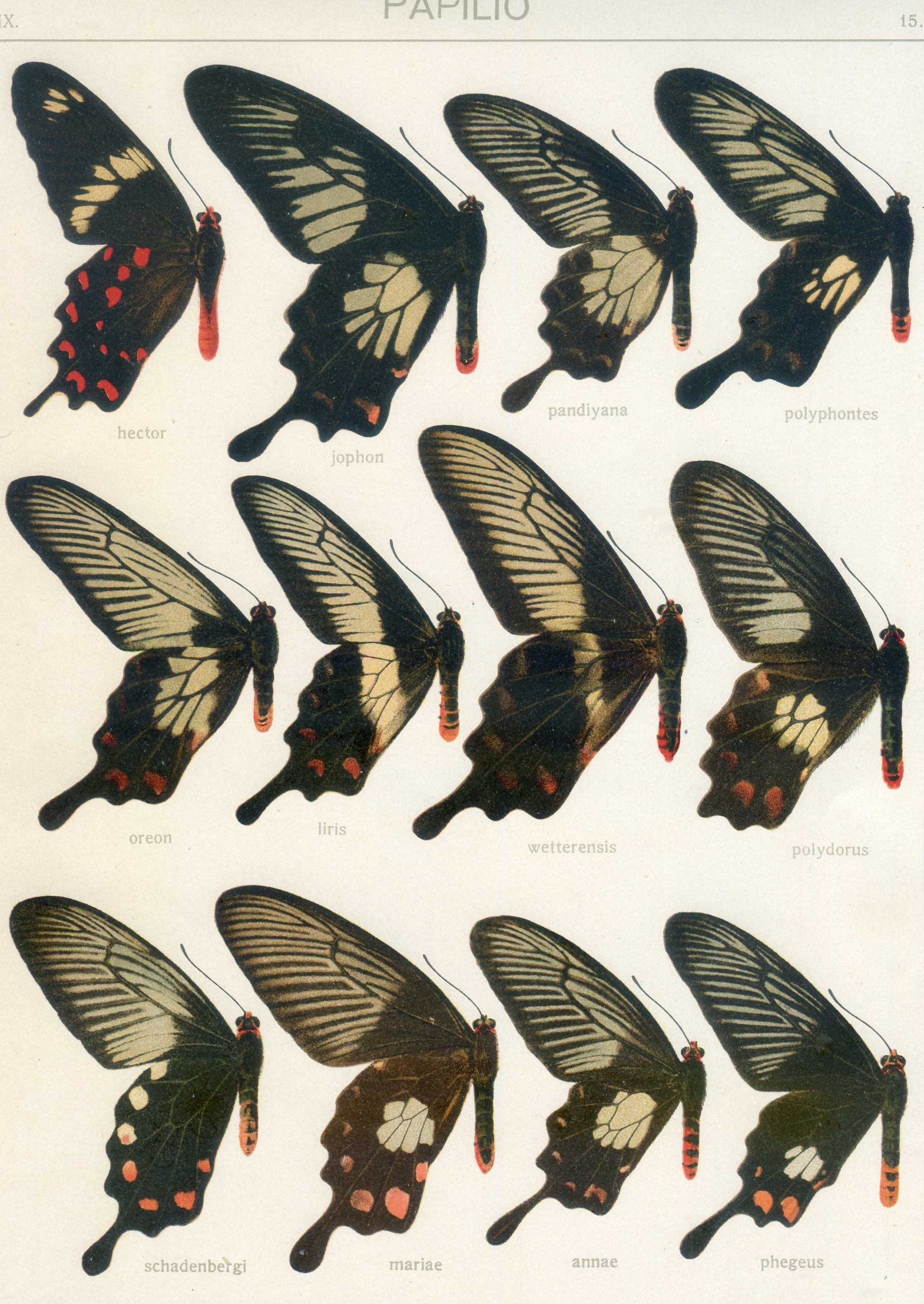